# Anna Fehér
Anna Fehér   (Budapest, 24 de setembre de 1921 - Budapest, 30 de desembre de 1999) va ser una gimnasta artística hongaresa que va competir durant la dècada de 1940.
El 1948 va prendre part en els Jocs Olímpics de Londres, on guanyà la medalla de plata en la competició del concurs complet per equips del programa de gimnàstica.